# Boarmia conspersa
Boarmia conspersa är en fjärilsart som beskrevs av Turner 1947. Boarmia conspersa ingår i släktet Boarmia och familjen mätare. Inga underarter finns listade i Catalogue of Life.